# Tiempo gramatical
En gramática, el tiempo gramatical se refiere al tiempo referencial de una oración, y puede diferenciarse en dos tipos principales:
a) el tiempo absoluto, que es medido desde el hablante y en relación con el momento de la enunciación.
b) el tiempo relativo, que se mide en relación con el ya mencionado tiempo absoluto.
Los tiempos absolutos a su vez suelen separarse informalmente en tres momentos: pasado, presente y futuro. Estos tres posibles valores retratan las ideas intuitivas de antes/anterior, ahora/simultáneo, después/posterior. Dados dos sucesos el tiempo gramatical expresa si el uno ocurre antes que el otro (el primero es pasado respecto al segundo), ambos son simultáneos (el primero es presente respecto al segundo y viceversa) o si uno de ellos ocurre después que el otro (el primero es futuro respecto al segundo). 
Algunas lenguas identifican a veces presente y futuro como un único tiempo gramatical (pasado/no-pasado) y otras introducen diferencias entre pasado lejano, pasado reciente o futuro inmediato y futuro reciente.

## Tiempo, aspecto y modo (TAM)
En gramática tradicional se aplica el nombre de tiempo gramatical a lo que en realidad es la conjunción de tiempo gramatical en sentido estricto y aspecto gramatical. Así la clasificación del "tiempo verbal" comúnmente usada en español, francés o inglés combina tiempo, aspecto y modalidad (modo gramatical).
De hecho algunos autores creen que la distinción entre tiempo, aspecto y modo gramatical es problemática. Por ejemplo en inglés los "tiempos continuos" expresan realmente un aspecto más que un tiempo. Igualmente en español la diferencia entre los pretéritos simples y los pretéritos compuestos es de tipo aspectual, aunque a veces se hable de "tiempos gramaticales" diferentes. En el estudio de diversas lenguas se ha acuñado la abreviación TAM, (también T/A/M y TAM) para designar a cualquier morfema o marca, para referirse a cualquier morfema que comporte diferencias de significado en las categorías de tiempo, aspecto o modo, con lo cual se evita la polémica de como definir estrictamente las diferencias entre las tres categorías.
Generalmente las marcas TAM se colocan sobre verbos, esto sucede en lenguas indoeuropeas o semíticas, sin embargo, algunas lenguas admiten que los nombres tomen marcas TAM. Por ejemplo en iaai, una lengua austronesia del grupo oceánico hablada en Nueva Caledonia, los pronombres personales tienen inflexión de persona, número y tiempo.

## Tiempo absoluto
Los sistemas de tiempo absoluto son formas de clasificar los eventos según sean anteriores, simultáneos o posteriores con el momento de la enunciación. Según esto, suelen clasificarse informalmente en tres momentos: pasado, presente y futuro.

### Pasado
El pasado gramatical suele utilizarse para expresar acciones que son anteriores al momento de la enunciación. Recoge todos los sucesos que ya han tenido lugar.

### Presente
El presente gramatical suele utilizarse para expresar acciones que suceden en el tiempo actual, es decir, acciones que no corresponden ni al pasado ni al futuro.

### Futuro
El futuro gramatical suele utilizarse para expresar acciones que son posteriores al momento de la enunciación, y que por tanto aún no han tenido lugar. 
Así se dan los tiempos.

## Tiempo relativo
En cambio las formas perifrásticas permiten expresar futuro relativo:
Se asustó y fue a esconderse bajo la mesa
En esta última oración los dos eventos 'asustarse' y 'esconderse' son basados en el momento de enunciar la oración, pero el segundo es futuro con respecto al primero porque sucedió después del primero.